# 霍洼峭腹蛛
霍洼峭腹蛛（学名：Tmarus horvathi）为蟹蛛科峭腹蛛属的动物。分布于日本、朝鲜、俄罗斯以及中国大陆的吉林等地。